# Tony Rodd
Anthony Norman Rodd oder Tony Rodd (* 24. August 1940) ist ein australischer Gartenbotaniker und Pflanzenfotograf.

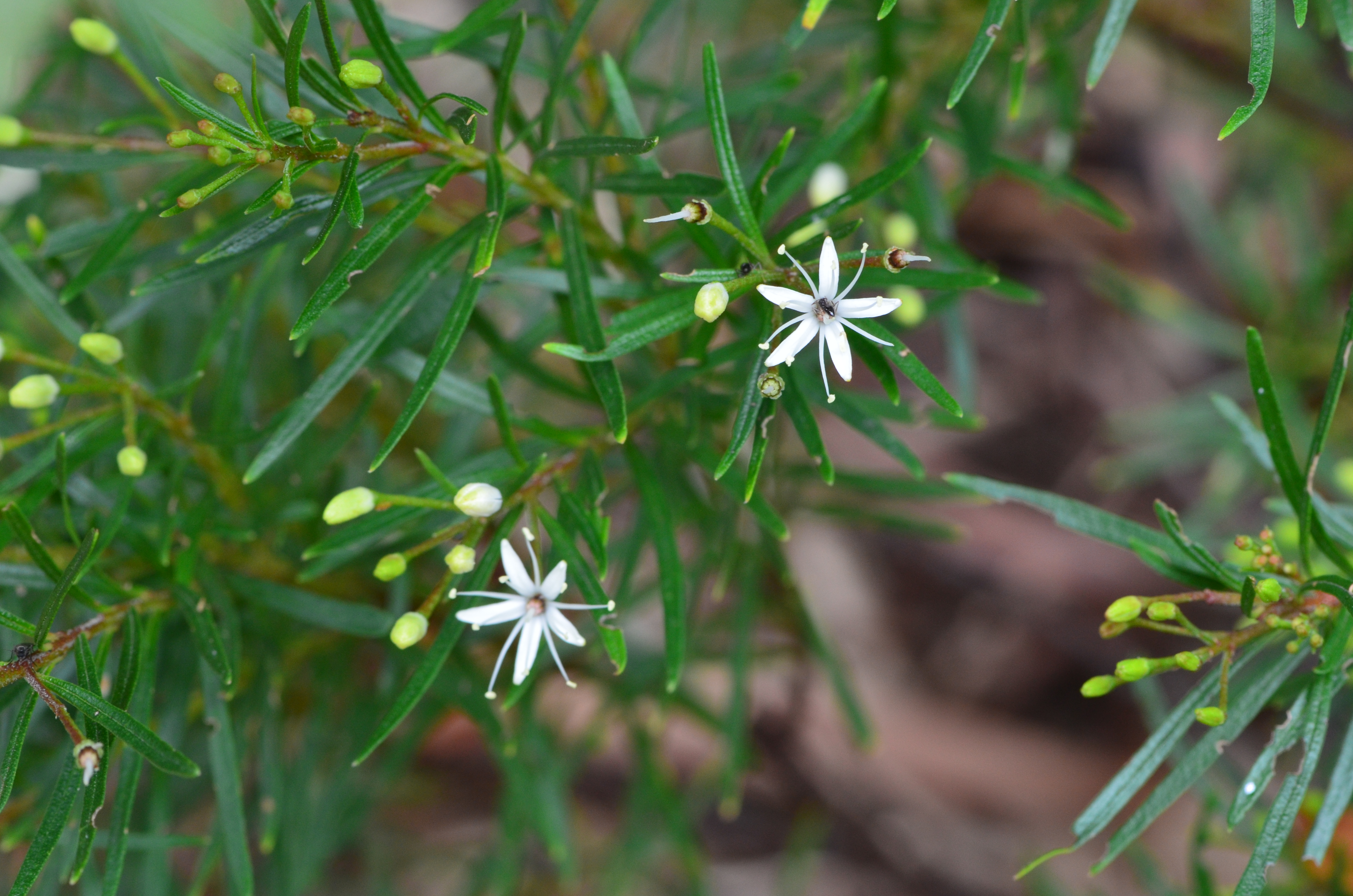
Leionema sp. 'Colo River'

Sein Hauptinteresse gilt der Klassifikation und Nomenklatur von Zierpflanzen. Er arbeitete viele Jahre an den Royal Botanic Gardens in Sydney. Im Jahr 2000 entdeckte Rodd ein Vorkommen einer seit den 1960er Jahren nicht mehr nachgewiesenen Pflanzenart aus der Gattung Leionema aus der Familie der Rautengewächse (Rutaceae), die bis zur Zuerkennung eines gültigen Taxons den nach ihrem Fundort benannten Arbeitsnamen Leionema sp. 'Colo River' trägt.
Rodd ist Koautor von Büchern über Palmen und Regenwald-Gärten. Er schrieb unter anderem Beiträge für Australian Encyclopedia und The Ultimate Book of Trees & Shrubs. Zudem war er als Chefberater an der englischsprachigen Originalausgabe des Pflanzenlexikons Botanica beteiligt.
Als Pflanzenfotograf schuf er ein eigenes Archiv von Pflanzen-Dias, woraus über 2000 Bilder bereits in Büchern veröffentlicht wurden. Er beteiligt sich auch bei der Erstellung einer Datenbank über früh nach Australien eingeschleppte Pflanzen.

## Werke
- Leo Meier, Penny Figgis, J. G. Mosley, Tim F. Flannery, Tony Rodd: Australia's wilderness heritage. Weldon Pub. in association with Australian Conservation Foundation, Sydney, Chicago 1988, ISBN 0-947116-54-0.
- Alec Blombery, Tony Rodd: An Informative, Practical Guide to Palms of the World. Their Cultivation, Care & Landscape Use. Angus & Robertson, Sydney 1992 (201 S.).
- Tony Rodd (Hrsg.): Firefly Encyclopedia of Trees and Shrubs. Illustrated A-Z of Over 7000 Plants. 2001, ISBN 1-55209-603-3 (912 S.).
- Geoff Bryant, Tony Rodd: The Plant Finder. The Right Plants for Every Garden. Firefly Books Limited, 2007, ISBN 978-1-55407-265-1 (992 S.).
- Tony Rodd, Jennifer Stackhouse: Trees. The Macmillan visual guide. Pan Macmillan Australia, Sydney 2007, ISBN 978-1-4050-3847-8 (304 S.).